# Тиббетт, Лоуренс
Лоуренс Тиббетт (Лоренс Тиббетт, англ. Lawrence Tibbett, 16 ноября 1896 — 15 июля 1960) — американский оперный певец (баритон), музыкант, актёр и радиоведущий.

## Биография
Родился в калифорнийском городе Бейкерсфилд в семье помощника шерифа, убитого в перестрелке в 1903 году. Его детство прошло в Лос-Анджелесе, где он зарабатывал на жизнь пением в церковных хорах и на похоронах. В 1915 году Тиббетт окончил школу искусств, а спустя год познакомился со своей будущей женой Грейс Маккей Смит, которая снимала комнату в доме его матери. От этого брака у него осталось двое детей, а в 1931 году супруги развелись.
В годы Первой мировой войны он служил в торговом флоте, а после её окончания работал в кинотеатре, где пел в прологах немых фильмов. В 1923 году Тиббетт подписал контракт с Метрополитен-опера, где стал выступать за $60 в неделю. С годами его гонорары и успех у публики неуклонно росли, и к концу десятилетия он был известен по всей стране. В 1930-е Тиббетт гастролировал в Европе и Австралии, давал сольные концерты в Париже, Вене, Праге, Лондоне и Мельбурне. В то же время он снимался в Голливуде, первая же роль в музыкальном фильме «Песня мошенника» принесла ему номинацию на премию «Оскар» как лучшему актёру. Другими фильмами, где Тиббетт исполнил главные роли, стали мюзиклы «Новая луна» (1930), «Метрополитен» (1935) и «Очарован тобой» (1936). В 1932 году он женился на Джейн Марстон Бургард, которая родила ему ребёнка.
В 1936 году вместе со скрипачом Яшей Хейфецем Тиббетт основал Американскую гильдию музыкальных артистов, ставшую наиболее влиятельным профсоюзом артистов этого направления. После завершения оперной карьеры в 1950-е годы, Тиббетт возобновил свою актёрскую работу в театральных постановках и мюзиклах. В то же время он работал на радио, где в своих передачах воспроизводил записи оперных композиций. К концу десятилетия его здоровье стало ухудшаться, из-за мучившего его долгие годы артрита и алкоголизма. Лоуренс Тиббетт умер в результате несчастного случая, когда споткнулся о ковер в своём доме в Лос-Анджелесе, и упав, получил смертельную травму головы. Похоронен на кладбище Форест-Лаун в Глендейле. Спустя год после его смерти на Голливудской аллее славы была заложена его именная звезда.
Лоуренс Тиббетт был изображён на ряде почтовых марок США серии «легенды американской музыки». Персонаж Тиббетта появился в гангстерском фильме «Багси», где его сыграл Джо Бейкер.